# Courtland (Wisconsin)
Courtland è un comune degli Stati Uniti, situato in Wisconsin, nella Contea di Columbia.